# Roxton
Roxton est une municipalité de canton dans Acton, en Montérégie, au Québec (Canada).

## Toponymie
Elle reprend le nom du canton où elle se situe.

## Histoire
Le canton de Roxton est désigné en 1795 et proclamé en 1803.
La municipalité a été officiellement établie en 1855.

## Géographie
Essentiellement rurale, la municipalité est située en périphérie du village de Roxton Falls.
La Rivière Noire la traverse du sud-est au nord-ouest.
La Rivière Jaune la traverse du nord-est au nord-ouest.

## Démographie
| 1991  | 1996  | 2001  | 2006  | 2011  | 2016  | 2021  |
| ----- | ----- | ----- | ----- | ----- | ----- | ----- |
| 1 120 | 1 116 | 1 041 | 1 016 | 1 093 | 1 086 | 1 115 |

## Administration
Les élections municipales se font en bloc pour le maire et les six conseillers.
| Roxton Maires depuis 2003                                                                                             |                     |                               |          |
| Élection | Maire               | Qualité                       | Résultat |
| 2003 | Roland Seyer        |                               | Voir     |
| 2005 | Jean Lavallée       |                               | Voir     |
| 2009 | Stéphane Beauregard |                               | Voir     |
| 2013 | Stéphane Beauregard | Voir                          |          |
| 2016 | Stéphane Beauchemin | Maire intérimaire (2016-2017) |          |
| 2017 | Stéphane Beauchemin | Maire intérimaire (2016-2017) | Voir     |
| 2021 | Stéphane Beauchemin | Maire intérimaire (2016-2017) | Voir     |
| Élection partielle en italique Depuis 2005, les élections sont simultanées dans toutes les municipalités québécoises. |                     |                               |          |